# Hrabstwo Polk (Missouri)
Hrabstwo Polk (ang. Polk County) – hrabstwo w stanie Missouri w Stanach Zjednoczonych.
Obszar całkowity hrabstwa obejmuje powierzchnię 642,46 mil2 (1 664 km²). Według danych z 2010 r. hrabstwo miało 31 137 mieszkańców. Hrabstwo powstało 5 stycznia 1835.

## Główne drogi
- Route 13
- Route 32
- Route 83
- Route 123
- Route 215

## Sąsiednie hrabstwa
- Hrabstwo Hickory (północ)
- Hrabstwo Dallas (wschód)
- Hrabstwo Greene (południe)
- Hrabstwo Dade (południowy zachód)
- Hrabstwo Cedar (zachód)
- Hrabstwo St. Clair (północny zachód)

## Miasta
- Bolivar
- Humansville
- Pleasant Hope
- Morrisville

## Wioski
- Aldrich
- Flemington
- Goodnight
- Halfway